# Want U Back
"Want U Back" é uma canção da cantora e compositora inglesa, Cher Lloyd, gravada para o seu álbum de estréia, Sticks + Stones. Foi lançado em 19 de Fevereiro de 2012 no Reino Unido e em 22 de Maio do mesmo ano nos Estados Unidos, através da editora discográfica, Syco Records.

## Lista de faixas
| Download digital |               |                          |         |  |
| N.º              | Título        | Compositor(es)           | Duração |  |
| 1.               | "Want U Back" | Shellback, Savan Kotecha | 3:34    |  |

## Desempenho nas tabelas musicais

### Posições
| Charts (2012)                                     | Melhores posições |
| ------------------------------------------------- | ----------------- |
| Austrália (ARIA)                                  | 36                |
| Bélgica (Ultratip Bubbling Under de Flandres)     | 88                |
| Bélgica (Ultratip Bubbling Under da Valônia)      | 38                |
| Canadá (Canadian Hot 100)                         | 11                |
| República Checa (Rádio Top 100)                   | 44                |
| Irlanda (IRMA)                                    | 18                |
| Japão (Japan Hot 100)                             | 33                |
| Nova Zelândia (Recorded Music NZ)                 | 3                 |
| Escócia (Scottish Singles Chart)                  | 23                |
| Reino Unido (UK Singles Chart)                    | 25                |
| Estados Unidos (Billboard Hot 100)                | 12                |
| Estados Unidos (Billboard Adult Top 40)           | 22                |
| Estados Unidos (Billboard Dance/Mix Show Airplay) | 15                |
| US Heatseekers Songs (Billboard)                  | 1                 |
| Estados Unidos (Billboard Mainstream Top 40)      | 9                 |
| Estados Unidos (Billboard Rhythmic)               | 27                |

### Chart fim-de-ano
| Charts (2012)                     | Melhor posição |
| --------------------------------- | -------------- |
| Canadá (Canadian Hot 100)         | 63             |
| Nova Zelândia (Recorded Music NZ) | 39             |
| US Billboard Hot 100              | 55             |
| US Mainstream Top 40 (Billboard)  | 45             |

## Certificações
| País           | Vendas     | Certificação | Certificador |
| -------------- | ---------- | ------------ | ------------ |
| Estados Unidos | 2.000.000+ | 2× Platina   | RIAA         |
| Austrália      | 70.000     | Platina      | ARIA         |
| Nova Zelândia  | 15,000     | Platina      | RMNZ         |
| Reino Unido    | 200.000    | Prata        | BPI          |

## Histórico de lançamento
| Região         | Data                 | Formato               | Versão      | Gravadora      | Ref.   |
| -------------- | -------------------- | --------------------- | ----------- | -------------- | ------ |
| Europa         | 17 Fevereiro de 2012 | Digital download (EP) | feat. Astro | Syco Sony      | [ 22 ] |
| Estados Unidos | 28 de fevereiro 2012 | Top 40 radio          | feat. Astro | Epic           | [ 23 ] |
| Austrália      | 9 de março, 2012     | Digital download      | feat. Astro | Syco Sony      | [ 24 ] |
| Estados Unidos | 8 de maio, 2012      | Top 40 radio          | Solo        | Epic           | [ 25 ] |
| Estados Unidos | 22 de maio, 2012     | Digital download      | Solo        | Epic Syco Sony | [ 26 ] |